# Jerzy Fabijanowski
Jerzy Fabijanowski (ur. 16 lipca 1916 w Lublinie, zm. 6 lutego 2008 w Krakowie) – polski leśnik, prof. zw. dr inż. w zakresie hodowli lasu.

## Życiorys

### Młodość
Urodził się w rodzinie inteligenckiej. Miał dwie siostry. Dwa lata przed wybuchem II wojny światowej rozpoczął studia na Wydziale Leśnym Szkoły Głównej Gospodarstwa Wiejskiego w Warszawie. Zmobilizowany po wybuchu II wojny światowej w kampanii wrześniowej walczył w obronie Modlina, za co został odznaczony Krzyżem Walecznych. Po upadku twierdzy 3 tygodnie przebywał w obozie jenieckim w Działdowie. Zwolniony, przedostał się do Francji, gdzie wiosną 1940 r. walczył w szeregach 2 Dywizji Strzelców Pieszych i wraz z nią został w czerwcu internowany w Szwajcarii.

### W Szwajcarii
Przebywając w obozie internowanych w Winterthur, od 1941 roku kontynuował studia na Wydziale Leśnym Politechniki Federalnej w Zurychu, które ukończył w 1945 roku pracą dyplomową z hodowli i urządzania lasu. Pracę zawodową rozpoczął jako asystent w Katedrze Hodowli Lasu ww. Politechniki w Zurychu. W 1948 roku obronił pracę doktorską pt. Untersuchungen Über Die Zusammenhänge Zwischen Exposition, Relief, Mikroklima und Vegetation in Der Fallätsche Bei Zürich („Badania związków między wystawą, ukształtowaniem terenu, mikroklimatem i roślinnością w Fallätsche koło Zurychu”). Jej promotorem był wybitny szwajcarski uczony z zakresu hodowli lasu prof. Hans Leibundgut. Wówczas otrzymał propozycję pozostania w Szwajcarii i pracy u boku H. Leibundguta, jednak zdecydował się na powrót do Polski.

### W Polsce
Po powrocie do kraju w październiku 1948 r. rozpoczął pracę jako adiunkt naukowo-gospodarczy w Lasach Szkolnych Uniwersytetu Jagiellońskiego na polskiej Orawie. W latach 1950–1962 pracował w Zakładzie Ochrony Przyrody Polskiej Akademii Nauk. Jednocześnie prowadził zajęcia dydaktyczne na wydziałach: Leśnym, Biologii i Geografii UJ, był także zatrudniony w Zakładzie Badań Leśnych PAN, jako kierownik Pracowni Hodowli Lasu. Po reaktywacji Wydziału Leśnego Wyższej Szkoły Rolniczej w Krakowie (1963, później Akademii Rolniczej) wrócił na tę uczelnię i od 1965 r. aż do przejścia na emeryturę w roku 1986 kierował tamtejszą Katedrą Szczegółowej Hodowli Lasu. W 1965 r. nadano mu tytuł profesora nadzwyczajnego, a w 1975 profesora zwyczajnego nauk leśnych. Z uczelnią tą związany był przez przeszło 60 lat.
Pochowany na Cmentarzu Salwatorskim w Krakowie.

## Zakres zainteresowań
Zajmował się głównie metodami hodowli i urządzania lasów. Szczególną uwagę zwracał na lasy górskie. Na podkreślenie pierwszej grupy problemów zasługują jego prace dotyczące metod przebudowy monokultur świerkowych w Tatrach – m.in. przeprowadził inwentaryzację ok. 1500 ha lasu dolnoreglowego w TPN i opracował wskazówki hodowlane do jego zagospodarowania. Prowadził wieloletnie badania w Górach Świętokrzyskich dotyczące wpływu wód gruntowych na roślinność. Kluczowych kwestii tzw. naturalnego kierunku hodowli lasu dotyczyły rozprawy o roślinności rezerwatu lipowego Obrożyska koło Muszyny i rezerwatu Łopuszna w Gorcach. W swoich publikacjach poruszał także problemy lasów zniekształconych przez działalność przemysłu (prace dotyczące Puszczy Niepołomickiej i lasów w otoczeniu kopalni odkrywkowej siarki w Piasecznie).
Był członkiem licznych komisji i rad naukowych, m.in. przewodniczącym Rady Babiogórskiego Parku Narodowego (od 1955) i długoletnim członkiem jego Rady Naukowej, członkiem Państwowej Rady Ochrony Przyrody (od 1960) i przewodniczącym Komisji Parków Narodowych i Rezerwatów tejże Rady (od 1967). W 1994 r. został Członkiem Honorowym Polskiego Towarzystwa Leśnego. Odznaczony: Krzyż Kawalerski Orderu Odrodzenia Polski, Krzyż Oficerski Orderu Odrodzenia Polski, Medal Komisji Edukacji Narodowej, Medal „Za udział w wojnie obronnej 1939”, „Zasłużony Nauczyciel PRL”

## Publikacje
- Untersuchungen Über Die Zusammenhänge Zwischen Exposition, Relief, Mikroklima und Vegetation in Der Fallätsche Bei Zürich [w:] „Beiträge zur geobotanischen Landesaufnahme der Schweiz”, Hft. 29, Bern 1950;
- Cis, Taxus baccata L. [w:] „Chrońmy Przyrodę Ojczystą” 1951, nr 3;
- Biologiczna zabudowa brzegów rzek i potoków w związku z ich regulacją [w:] „Ochrona Przyrody” 1954;
- Lasy tatrzańskie (w pracy zbiorowej „Tatrzański Park Narodowy” 1955 i wyd. 2: 1962;
- Gospodarka wodna w górach z punktu widzenia ochrony przyrody [w:] „Chrońmy Przyrodę Ojczystą” 1955, nr 1;
- Rezerwat cisowy Bystre koło Baligrodu [w:] „Chrońmy Przyrodę Ojczystą” 1956, nr 1;
- Kształtowanie krajobrazu w okolicy Szczawnicy [w:] „Ochrona Przyrody” 1957;
- Metody przebudowy niektórych drzewostanów dolnoreglowych w Tatrzańskim Parku Narodowym [w:] „Ochrona Przyrody” 1959 (wraz z B. Oleksym);
- Modrzewie z Czuby w Dolinie Roztoki [w:] „Chrońmy Przyrodę Ojczystą” 1964, nr 2;
- Roślinność rezerwatu leśnego „Świnia Góra” w Górach Świętokrzyskich T. 21; T. 26 z Publicationes Instituti Botanici Universitatis Jagellonicae Cracoviensis et Academia Scientiarum Polonae, Polska Akademia Nauk Instytut Botaniki Kraków 1965;
- Wody gruntowe w zbiorowiskach leśnych nadleśnictwa Blizyn Góry Świętokrzyskie T. 21; T. 28 z Publicationes Instituti Botanici Universitatis Jagellonicae Cracoviensis et Academia Scientiarum Polonae, Polska Akademia Nauk Instytut Botaniki Kraków 1967;
- Analiza stanu zagospodarowania lasów karpackich na tle środowiska geograficznego. Cz.I. Charakterystyka środowiska geograficznego oraz rys historyczny lasów karpackich [w:] Acta Agr. et Silv. Ser. Leśna 14:1974 (wraz z B. Rutkowskim);
- Analiza stanu zagospodarowania lasów karpackich na tle środowiska geograficznego. Cz.II. Stan zagospodarowania lasów karpackich [w:] Acta Agr. et Silv. Seria Leśna 14:1974 (wraz z B. Rutkowskim);
- Działalność naukowa i zasługi prof. dra hab. inż. Stefana Myczkowskiego (1923–1977) [w:] „Chrońmy Przyrodę Ojczystą”, 1977, nr 5–6, s. 5–27;
- Lasy karpackie [w:] „Pamiętnik Towarzystwa Tatrzańskiego” T. 3. Karpaty Wschodnie s. 5–17. PTT, Kraków 1994;